# Sabaillan
Sabaillan település Franciaországban, Gers megyében. Lakosainak száma 154 fő (2022. január 1.). Sabaillan Cadeillan, Gaujac, Pellefigue, Sauveterre, Simorre és Tournan községekkel határos.

## Népesség
A település népessége az elmúlt években az alábbi módon változott:
| Lakosok száma | 172  | 158  | 139  | 156  | 156  | 151  | 148  | 146  | 148  | 154  |
|               | 1968 | 1982 | 1990 | 2006 | 2013 | 2015 | 2017 | 2019 | 2020 | 2022 |